# Tadeusz Łypaczewski
Tadeusz Łypaczewski (ur. 22 grudnia 1899 w Łodzi, zm. 1944 lub 1945 w KL Bergen-Belsen) – polski przedsiębiorca, narciarz, wioślarz, działacz sportowy, żołnierz Armii Krajowej, powstaniec warszawski.

## Życiorys

### Sport
Studiował na Uniwersytecie Warszawskim (chemia). Założył w Warszawie przedsiębiorstwo pralniczo-farbiarskie, którego był współwłaścicielem. Był sportowcem AZS Warszawa, narciarzem i wioślarzem. W 1923 zdobył mistrzostwo Polski w konkurencji ósemka ze sternikiem. Pełnił potem funkcję działacza sportowego. 

### Żołnierz
Podczas kampanii wrześniowej walczył w obronie Warszawy na terenie Saskiej Kępy (był wówczas podporucznikiem rezerwy). Był żołnierzem Armii Krajowej i brał udział w akcjach konspiracyjnych (I Obwód "Radwan", VIII zgrupowanie "Krybar", 3. kompania). Walczył w powstaniu warszawskim (III Obwód "Waligóra" na Woli). 12 sierpnia 1944 został aresztowany przez Niemców, którzy osadzili go w dulagu w Pruszkowie, a stamtąd przewieźli go do KL Sachsenhausen. Ostatecznie zginął najprawdopodobniej w KL Bergen-Belsen, ale precyzyjna data jego śmierci nie jest znana. 